# Dass du ewig denkst an mich
Dass du ewig denkst an mich (engl. All Around the Town) ist ein kanadisch-britisch-französischer Thriller von Paolo Barzman aus dem Jahr 2002. Das Drehbuch schrieb Peter Mohan nach dem gleichnamigen Roman von Mary Higgins Clark. Die Hauptrollen spielten Nastassja Kinski und Kim Schraner.

## Handlung
Am Anfang sieht man die Schwestern Laurie und Sarah Kenyon als Kinder im Jahr 1985. Die kleinere Laurie verlässt allein das Haus und wird von einem Paar entführt.
In der nächsten Szene sind die bereits 21-jährige Studentin Laurie und Sarah bereits erwachsen. Sie gehen zum Begräbnis ihrer Eltern. Während der Feier wird Laurie ohnmächtig. Ein Mann sagt, er sei ein Doktor und beugt sich über die ohnmächtige Laurie, um sie zu streicheln. Später zeigt sich, dass er ein Doktor der Philosophie und der bekannte Fernsehprediger Billy Hawkins ist. Hawkins sagt seiner Begleiterin, er habe den Eindruck, Laurie und der College-Professor Allan Grant, der mit den Schwestern in ein Auto einsteigt, seien ein Paar.
Laurie besucht den Psychiater Justin Donnelly, sie leidet unter der dissoziativen Identitätsstörung.
Allan Grant wird ermordet aufgefunden. Man verdächtigt Laurie der Tat, die sich an nichts erinnern kann. Ihre Schwester Sarah Kinmount, eine Anwältin, wird mit der Verteidigung beauftragt. Es stellt sich heraus, dass die Witwe des Professors Karen Grant an der Tat beteiligt war.

## Deutscher Titel
Der deutsche Filmtitel ist ein Zitat aus Johann Wolfgang von Goethes Gedicht Heidenröslein.

## Kritiken
- Die Fernsehzeitschrift TV direkt 14/2006 schrieb: Sehr packend. Sie lobte die Leistungen der Darsteller.
- TV Spielfilm bezeichnete den Film als „Lady-Thriller“ und „passablen TV-Thriller ohne Feinheiten“.[1]

## Hintergründe
Gedreht wurde in Toronto. Die Filmpremiere fand am 18. Mai 2002 in den USA statt. 